# Yuki Yamamoto
Yuki Yamamoto (山本 悠樹 Yamamoto Yuki?), född 6 november 1997 i Shiga prefektur, är en japansk fotbollsspelare.
Yamamoto började sin karriär 2020 i Gamba Osaka.